# Движение 22 февраля
Движение 22 февраля (фр. Mouvement 22 de fevrier, M 22) — конголезское военно-политическое оппозиционное движение 1972-1973 годов. Выступало против марксистско-ленинского режима Мариана Нгуаби с более радикальных ультралевых позиций. Под руководством Анжа Диавары попыталось совершить государственный переворот 22 февраля 1972, около года вело партизанскую борьбу. Разгромлено вооружёнными силами НРК.

## Предыстория
В августе 1968 года в результате военного мятежа был отстранён от власти президент Республики Конго Альфонс Массамба-Деба. Власть перешла к Национальному совету революции во главе с капитаном Марианом Нгуаби. В конце года Нгуаби был провозглашён президентом. В 1969 он возглавил марксистско-ленинскую Конголезскую партию труда (КПТ), на следующий год страна была переименована в Народную Республику Конго (НРК).
Политика Нгуаби в основном продолжала социалистический курс Массамба-Деба, но в более радикальном варианте, с иными этноклановыми акцентами и с более чёткой ориентацией на СССР. Был установлен однопартийный режим советского типа. Первым заместителем Нгуаби в Национальном совете революции являлся лейтенант Анж Диавара, курировавший оборону и безопасность. С 1969 Диавара стал членом политбюро ЦК КПТ, возглавлял хозяйственные министерства. Он пользовался высокой популярностью среди молодых офицеров, студентов и марксистской интеллигенции.

## Конфликт
Диктаторские тенденции Нгуаби, некомпетентность и коррупция партийно-государственного аппарата вызвали широкое недовольство в стране. Его выразителем в руководстве КПТ стал Диавара, склонный к идеалистическому толкованию официальных лозунгов. Осенью 1971 года власти жёстко подавили студенческие протесты в Браззавиле. На заседании ЦК КПТ Диавара и его сторонники солидаризировались с протестующими и попытались отстранить Нгуаби от руководства. Однако президент, поддержанный армейским командованием, контролировал положение.
22 февраля 1972 года группа военных и молодых активистов КПТ во главе с Анжем Диаварой попыталась совершить государственный переворот. Выступление было подавлено властями. Лидеры мятежа во главе с Диаварой арестованы, приговорены к смертной казни с заменой на пожизненное заключение, однако сумели бежать. Со своими сторонниками они отступили в джунгли департамента Пул, где попытались развернуть партизанскую войну против режима. Вооружённая оппозиция получила название Движение 22 февраля — Mouvement 22 de fevrier, M 22.
Анж Диавара написал манифест движения — Autocritique du M 22, Самокритика М 22. Самокритика заключалась в констатации недостаточной продуманности февральского выступления . Большая часть текста была посвящена критике режима Нгуаби, который Диавара характеризовал как OBUMITRI (Oligarchie-Bureaucratico-Militaro-Tribaliste — «Олигархия-Бюрократия-Милитаризм-Трайбализм»). М 22 обвиняло КПТ и лично Нгуаби в «буржуазном перерождении», диктатуре, коррупции, «сговоре с французским империализмом».
Идеологические установки M 22 во многом напоминали радикальный коммунизм Че Гевары. Диавара призывал к

разрушению бюрократического аппарата буржуазной государственной и неоколониальной эксплуатации масс, этого инструмента империализма и правящих классов.

В виде подпольной листовки «Autocritique du M 22» распространялась в Браззавиле.

## Подавление
Со своей стороны, пропагандистский аппарат Нгуаби объявил М 22 «политическими авантюристами, трайбалистами и платными агентами ЦРУ». Была проведена серия арестов (среди арестованных оказался, в частности, бывший премьер-министр и будущий президент Конго Паскаль Лиссуба). В феврале-марте 1973 регулярные войска НРК под командованием Жоакима Йомби-Опанго развернули массированную операцию против отрядов М 22. Были убиты и арестованы более полутора тысяч человек. Окончательно партизаны были разгромлены в 20-х числах апреля. Анж Диавара с ближайшими соратниками отступили на территорию Заира, однако президент Мобуту распорядился выдать их властям НРК.
Лидеры М 22 — Анж Диавара, Проспер Мантумпа-Мполло, Жан-Пьер Олука, Жан-Батист Икоко, Жан-Клод Бакеколо и другие — были расстреляны без суда, трупы выставлены на публичное обозрение в Браззавиле.

## Последствия
Расправа над деятелями M 22 потрясла многих конголезцев, но создала Нгуаби имидж «непобедимости», укрепив его авторитет, особенно среди молодёжи.
В 1974 году, под давлением внутрипартийной оппозиции и забастовочного движения, Нгуаби издал указ о помиловании осуждённых за причастность к М 22. С 1976 некоторые из бывших участников движения вернулись в политику, пять бывших активистов входили в ЦК КПТ, однако уже не выступали против президентской политики.
Подавление М 22 не привело к политической стабилизации в НРК. Четыре года спустя Мариан Нгуаби был убит в результате военного заговора.
В 1991 году на Национально-государственной конференции были пересмотрены официальные оценки «Движения 22 февраля», его участники реабилитированы.
История «Движения 22 февраля» изложена в книге его участника Пьера Эбунди (один из немногих оставшихся в живых после выдачи из Заира) Le M22 une Expérience au Congo, Devoir de Mémoire — Опыт M 22 в Конго. Долг памяти. M 22 рассматривается как практически единственное в политической истории Конго движение, не имевшее этноплеменных мотивов.